# Brazos River
Brazos River, döpt till Rio de los Brazos de Dios av spanska conquistadorer är den elfte längsta floden i USA. Den är 2060 km från källflödet Blackwater Draw i Curry County, New Mexico
till mynningen i Mexikanska golfen. Avrinningsområdet täcker en yta på 116 000 km².
Floden rinner genom Texas och avrinningsområdet omfattar även en del av New Mexico

## Bildgalleri

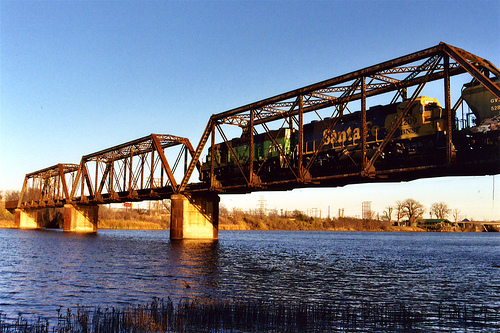
Järnvägsbro nära Waco
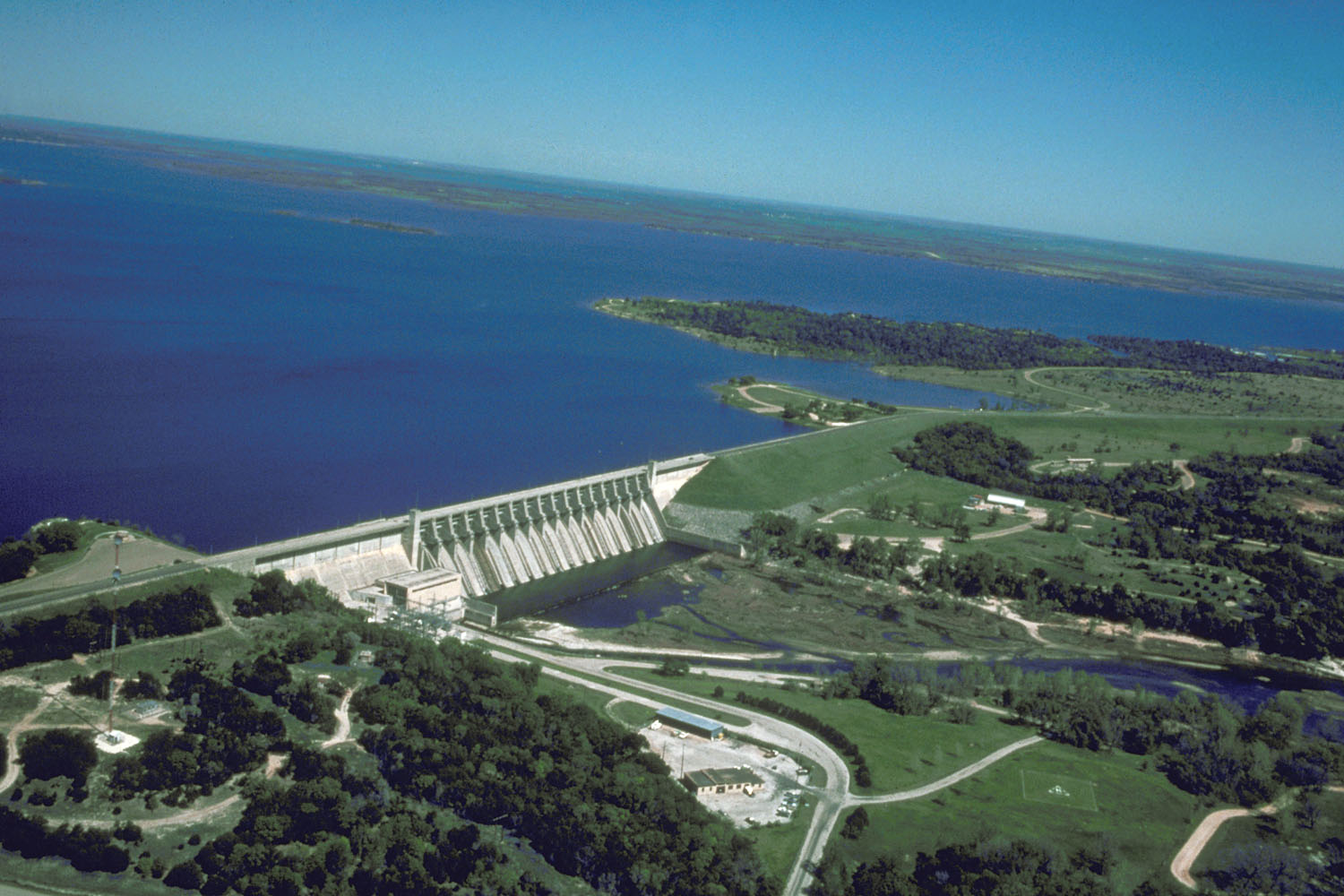
Whitneydammen, på gränsen mellan Bosque County och Hill County.